# 古德霍普
古德霍普（Good Hope）是加勒比海岛国多米尼克东海岸的一个小渔农社区。由圣大卫区负责管辖，位于卡斯尔布鲁斯和圣索沃尔之间，2001年人口657人。该社区主要由资源中心管理委员会管理。